# Harve Presnell
Georges Harvey Presnell est un acteur et chanteur américain né le 14 septembre 1933 à Modesto, en Californie (États-Unis), et mort le 30 juin 2009 à Santa Monica.
Il est surtout connu pour son rôle de M. Parker dans la série Le Caméléon, mais aussi pour son rôle de Big Ed dans Family Man aux côtés de Nicolas Cage.

## Biographie
À l'âge de seize ans, Harve Presnell entre à l’University of Southern California où il obtient ensuite un diplôme de chanteur.
Il commence sa carrière au milieu des années 1950 en tant que baryton, en chantant avec des orchestres et des compagnies d’opéra à travers les États-Unis. Il s'oriente vers le théâtre musical (comédies musicales) en 1960 après que Meredith Willson l'ait choisi pour le rôle principal de The Unsinkable Molly Brown (en). Il y remporte un important succès et reprend le rôle dans la version cinématographique de la comédie musicale en 1964, dont le titre français est La Reine du Colorado, film qui est nommé pour le Golden Globe du meilleur film musical ou de comédie en 1965. Il joue dans un certain nombre d’autres films dans les années 1960 mais sa carrière au cinéma fait une pause au début des années 1970.
De 1970 à 1995, Presnell apparaît principalement dans des comédies musicales au théâtre à Broadway (New York), West End (Londres) ou dans des tournées en dehors de New York.
Alors qu'il est un jeune sexagénaire, sa carrière au cinéma prend un nouveau départ grâce au film des frères Coen, Fargo en 1996, dans lequel il joue le rôle du beau-père « dur en affaires ». On le voit ensuite dans des films comme Il faut sauver le soldat Ryan en 1998 et Mémoires de nos pères en 2006. Comme autre conséquence, il apparaît aussi à la télévision à partir de 1996 dans des rôles comme celui de M. Parker dans la série Le Caméléon, entre 1996 et 2000, et celui de Lew Staziak dans la série Andy Barker, P.I. (en) en 2007. Presnell interprète aussi des rôles récurrents dans la 3e saison de Loïs et Clark : Les Nouvelles Aventures de Superman et  dans la série Dawson entre 1998 et 2003.
Il meurt en 2009 au St. John’s Health Center de Santa Monica d'un cancer du pancréas.

## Filmographie
- 1964 : The Unsinkable Molly Brown : 'Leadville' Johnny Brown
- 1965 : The Glory Guys : Sol Rogers
- 1965 : When the Boys Meet the Girls : Danny Churchill
- 1969 : La Kermesse de l'Ouest (Paint Your Wagon) : Rotten Luck Willie
- 1972 : The Great Man's Whiskers (TV) : Ballad Singer
- 1976 : Blood Bath : Peter Brown
- 1975 : Ryan's Hope (série TV) : Matthew Crane (1984)
- 1995-1997 : Loïs et Clark (série TV) : Dr. Sam Lane
- 1996 : The Whole Wide World : Dr. Howard
- 1996 : Fargo : Wade Gustafson
- 1996 : Un éléphant sur les bras (Larger Than Life) : Trowbridge Bowers
- 1996 : L'Héritage de la haine (The Chamber) : Atty. Gen. Roxburgh
- 1997 : Raz de marée: Alerte sur la côte (en) (Tidal Wave: No Escape) (TV) : Dr. Stanley Schiff
- 1997 : Volte/face (Face/Off) : Victor Lazarro
- 1997 : Julian Po : Mayor Henry Leech
- 1998 : The Lionhearts (série TV) (voix)
- 1998 : De la Terre à la Lune (From the Earth to the Moon) (feuilleton TV) : Alan Shepard's party guest (Episode 9)
- 1998 : Vietnam: un adroit mensonge (A Bright Shining Lie) (TV) : General Harkins
- 1998 : Miracle à la maison (Everything That Rises) (TV) : Garth
- 1998 : Au-delà du réel : l'aventure continue (The Outer Limits) (série TV) (Saison 4 Épisode 22 : L'équilibre de la nature) : Greg Matheson
- 1998 : Il faut sauver le soldat Ryan (Saving Private Ryan) de Steven Spielberg : General Marshall
- 1998 : Docteur Patch (Patch Adams) : Dean J.P. Anderson
- 1999 : Walking Across Egypt : Finner
- 2000 : La Légende de Bagger Vance (The Legend of Bagger Vance) : John Invergordon
- 2000 : Family Man (The Family Man) : Big Ed
- 2000 : Dawson (série TV) (Saison 4) : Arthur Brooks
- 2001 : Caméléon contre Caméléon (The Pretender 2001) (TV) : Mr. Parker
- 2001 : Escanaba in da Moonlight : Albert Soady
- 2001 : Les Femmes du clan Kennedy (Jackie, Ethel, Joan: The Women of Camelot) (TV) : Joe Kennedy
- 2001 : L'antre du diable (The Pretender: Island of the Haunted) (TV) : Mr. Parker
- 2002 : Super Sucker : Winslow Schnaebelt
- 2002 : Les Aventures de Mister Deeds (Mr. Deeds) : Preston Blake
- 2003 : Legally Blonde (TV) : Henry Whitehouse
- 2003 : Back to School (Old School) : Mr. Springbrook
- 2005 : Monk (Saison 4, Épisode 6) (série TV) : Zach Ellinghouse
- 2007 : Evan tout-puissant (Evan Almighty) : Le député Burrows
- 2009 : Cold Case : Affaires classées (Saison 6, Épisode 19): Harry Kemp Jr, 2009